# Bulbophyllum mirum
Bulbophyllum mirum là một loài phong lan thuộc chi Bulbophyllum.